# Avenue Victor-Hugo (Clamart)
Pour les articles homonymes, voir Avenue Victor-Hugo.
L'avenue Victor-Hugo est une voie de communication située à Clamart (Hauts-de-Seine).

## Situation et accès

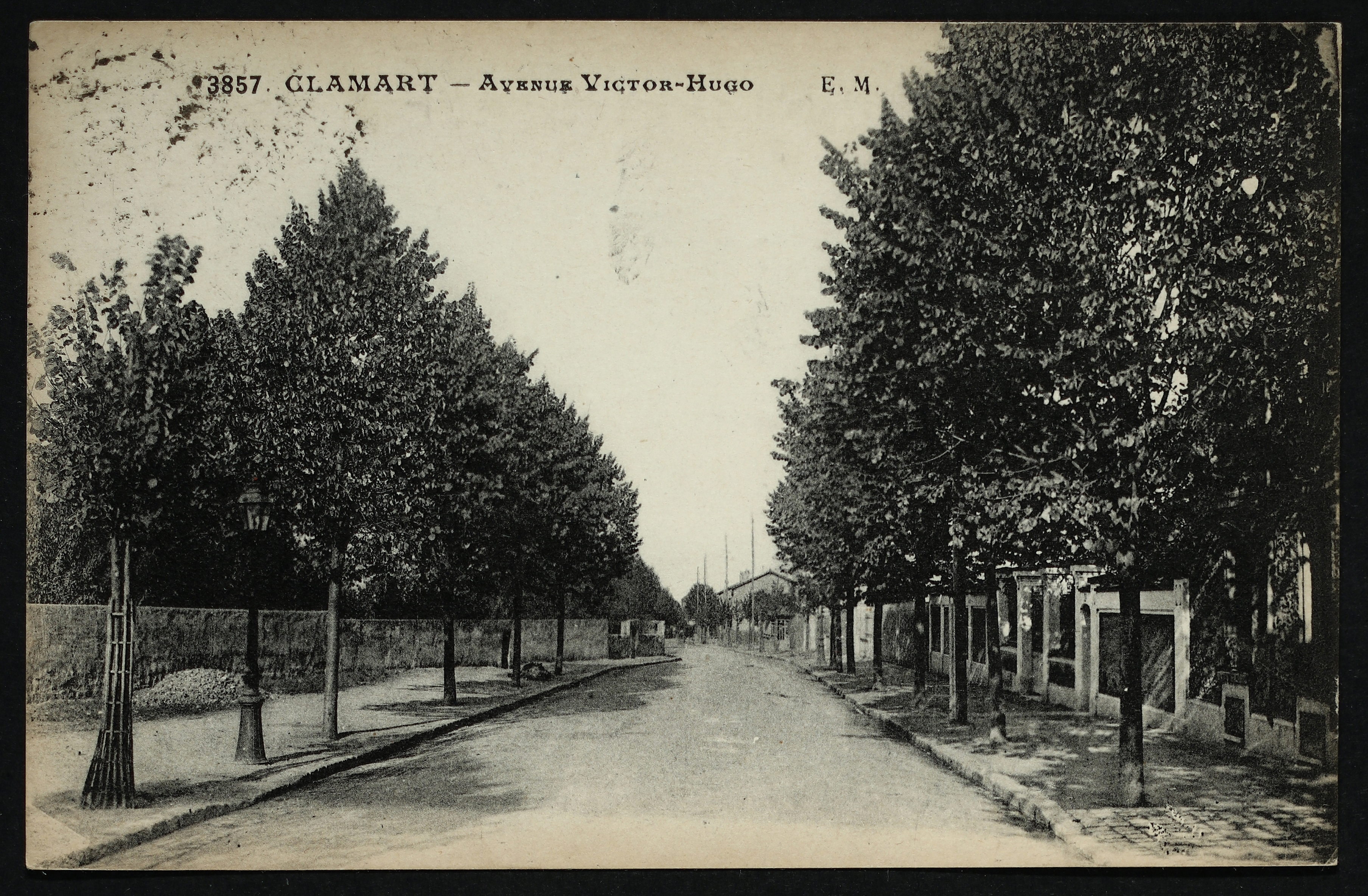
Avenue Victor-Hugo, carte postale.

Sa desserte ferroviaire est assurée par la gare de Clamart, sur la ligne de Paris-Montparnasse à Brest.

## Origine du nom

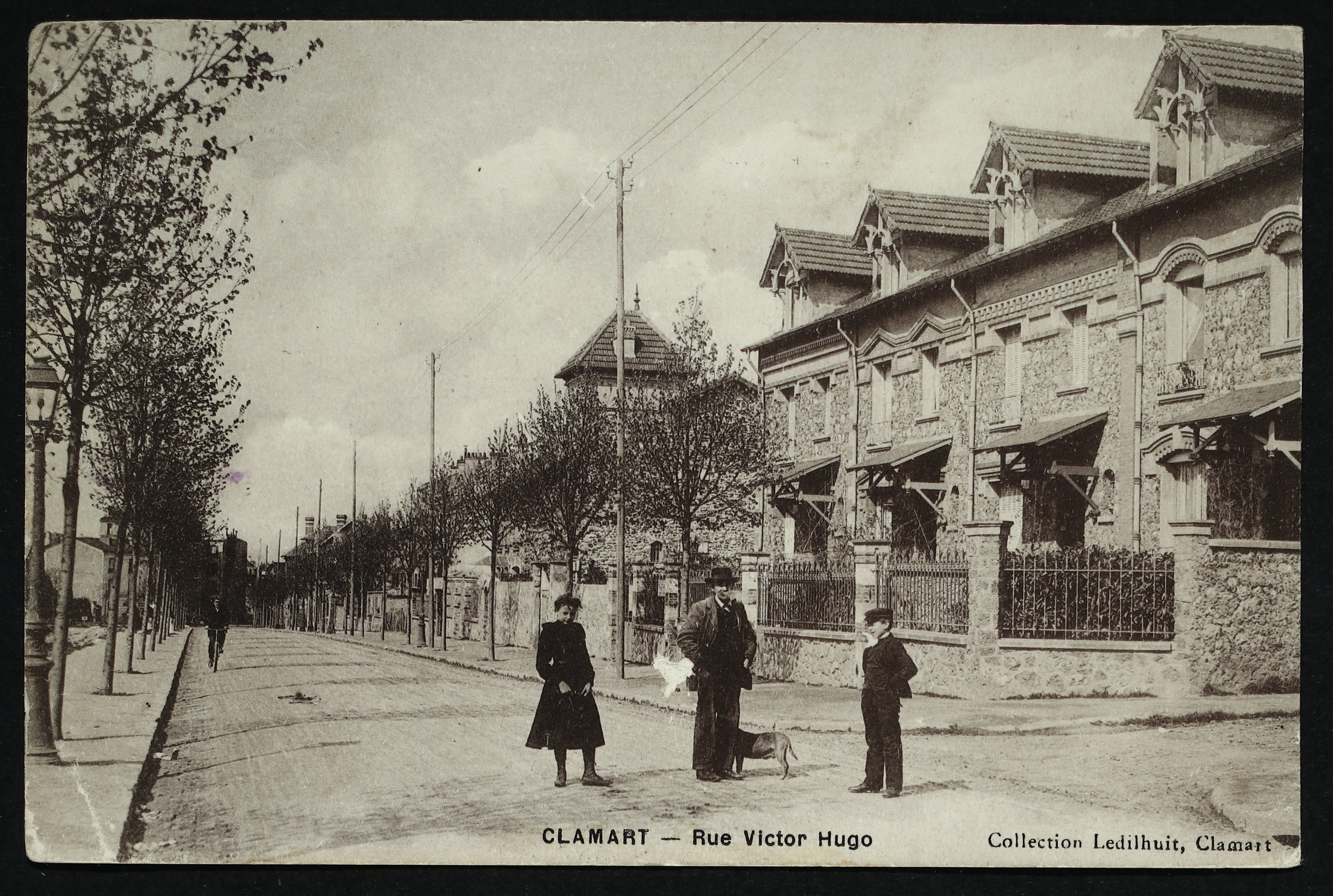
L'avenue Victor-Hugo, années 1900.

Cette avenue porte le nom du poète, dramaturge, écrivain et homme politique français Victor Hugo (1802-1885).

## Bâtiments remarquables et lieux de mémoire

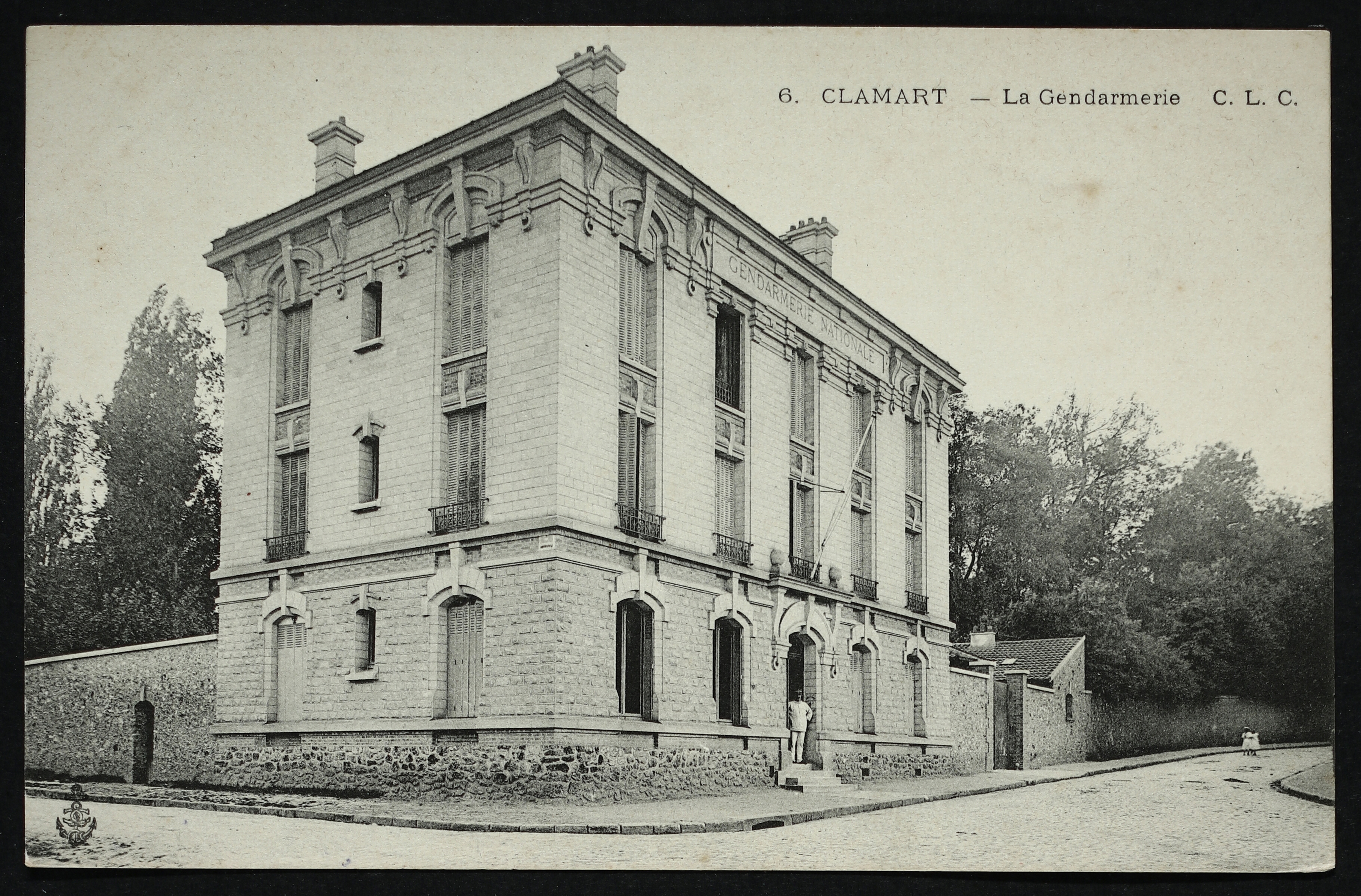
Ancienne gendarmerie, vers 1900.

- Ancienne gendarmerie, dont le bâtiment existe toujours.
- Parc de la Maison-Blanche, conçu dans les années 1830[1].
- Aux no 204-206-208-210, plusieurs maisons datant du début du XXe siècle, inscrites à l'inventaire général du patrimoine culturel[2].
- Au no 223, un immeuble de la même époque, également inscrit au même inventaire[3].
- Présence de carrières souterraines[4].